# Vietnam Airlines
Vietnam Airlines er det nationale flyselskab fra Vietnam. Selskabet blev grundlagt i 1956 under navnet Vietnam Civil Aviation, og er i dag ejet af Vietnam Airlines Corporation.
Vietnam Airlines råder over en flyflåde på 97 fly, fortrinsvis Airbus og Boeing, samt et mindre antal Fokker 70 og ATR 72.
Vietnam Airlines startede den 9. december 2011 ruteflyvning til London Gatwick Airport fra Hanoi og Ho Chi Minh City. Dette var første gang selskabet kom til London. Udover London, flyver Vietnam Airlines også til Paris, Frankfurt og Moskva i Europa. Selskabet flyver 117 ruter til 19 lande, når bortses fra codeshare aftaler.
Selskabet er medlem af SkyTeam.